# Gare de Roodt
Pour les articles homonymes, voir Roodt.
La gare de Roodt est une gare ferroviaire luxembourgeoise de la ligne 3, de Luxembourg à Wasserbillig-frontière, située à Roodt-sur-Syre sur le territoire de la commune de Betzdorf, dans le canton de Grevenmacher.
Elle est mise en service en 1861 par la Compagnie des chemins de fer de l'Est, l'exploitant des lignes de la Société royale grand-ducale des chemins de fer Guillaume-Luxembourg. C'est une halte ferroviaire de la Société nationale des chemins de fer luxembourgeois (CFL), desservie par des trains Regionalbunn (RB) uniquement.

## Situation ferroviaire
Établie à 239 mètres d'altitude, la gare de Roodt est située au point kilométrique (PK) 20,287 de la ligne 3, de Luxembourg à Wasserbillig-frontière, entre les gares de Munsbach et de Betzdorf.

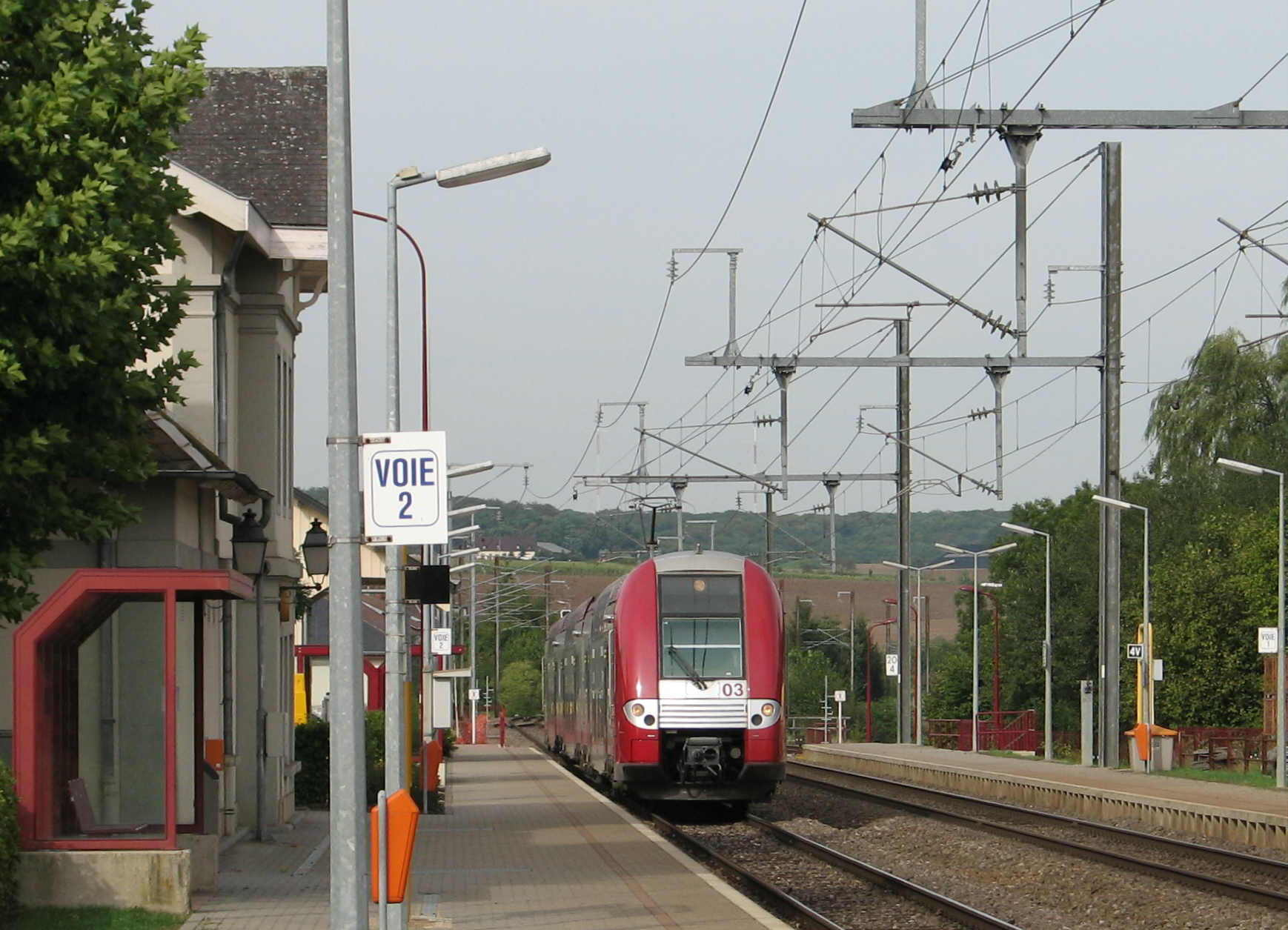
Train en gare.

## Histoire
La halte de Roodt est mise en service par la Compagnie des chemins de fer de l'Est, l'exploitant des lignes de la Société royale grand-ducale des chemins de fer Guillaume-Luxembourg, lors de l'ouverture à l'exploitation la ligne de Luxembourg à Wasserbillig et à la frontière allemande le 29 août 1861,.
Depuis 1972 la signalisation est gérée depuis la gare d'Oetrange.

## Service des voyageurs

### Accueil
Halte CFL, c'est un point d'arrêt non géré (PANG) à accès libre. Elle dispose de deux abris et d'un automate pour l'achat de titres de transport. Le changement de quai se fait par le passage à niveau.

### Desserte
Roodt est desservie par des trains Regionalbunn (RB) qui exécutent les relations suivantes, :
- Luxembourg - Wasserbillig - Trèves-Hbf.

### Intermodalité
Un parc pour les vélos (9 places) et un parking pour les véhicules (64 places) y sont aménagés. La gare possède un parking à vélo sécurisé mBox de 32 places,. La gare est desservie de façon directe par la ligne 10U du Régime général des transports routiers et à distance par d'autres lignes de ce même réseau : à l'arrêt Bowengsbierg par les lignes 291 et 322 et à l'arrêt Barriär par les lignes 311, 323, 326 et 350. La nuit, elle est desservie via ces deux mêmes arrêts distants par la ligne Nightlifebus Betzdorf du service « Nightbus ».